# Трновче
Трновче (словен. Trnovče) — поселення в общині Луковиця, Осреднєсловенський регіон, Словенія. 
Висота над рівнем моря: 543,3 м.